# 沖縄県総合運動公園陸上競技場
沖縄県総合運動公園陸上競技場（おきなわけんそうごううんどうこうえんりくじょうきょうぎじょう）は、沖縄県沖縄市の沖縄県総合運動公園内にある陸上競技場兼球技場。施設は沖縄県が所有し、株式会社トラステック・美津濃株式会社共同企業体が指定管理者として運営管理を行っている。

## 概要
1987年（昭和62年）に開かれた第42回国民体育大会（海邦国体）の開催に合わせて建設され、メイン会場として使用された。その後も沖縄県の陸上競技会やサッカー、ラグビーの試合に利用されている。
沖縄県では日本プロサッカーリーグ（Jリーグ）加盟に必要な規模の競技場（固定座席の下限としてJ3加盟で原則5,000人以上、J2：10,000人、J1：15,000人）が整備されていなかったこと、施設も建設から四半世紀が経過し老朽化も著しいことを受けて、FC琉球OKINAWAのJリーグ昇格を念頭に置いた改修を2014年（平成26年）6月より開始 、総事業費35億円をかけて2015年（平成27年）2月に完成した。メインスタンドを全席個席へ変更し、バックスタンドと北側スタンドの芝生席を椅子席に変更。総席数は10,126席となった。また、南側スタンドに大型映像装置を設置、LED照明の照明塔4基（1,500Lx）も設置した。

## 施設概要
- 竣工 1987年（昭和62年）3月
- 競技場面積 43,656m2[2]
- 収容人員 15,000人（うち椅子席10,126席、Jリーグでの入場可能人数は10,189人[5]）
  - メインスタンドとバックスタンド、および北側スタンド前列部分は座席、北側スタンド後列と、南側スタンドは芝生席。（2014年まではメインスタンド以外芝生席）[1]
- 大型映像装置（LEDフリーボード、7.68✕14.08m）[1]
- 日本陸上競技連盟第1種公認
- トラック400m×8レーン（全天候型）
- 照明塔4基（全面LED照明）[1]
- 付属施設 補助競技場（400mトラック×6レーン、直線100ｍ×8レーン、全天候型）
- 周辺施設 球技場、テニス場、屋内運動場、体育館など

## 開催された主なイベント・大会

### 陸上競技
- おきなわマラソン
- 中部トリム・ハーフマラソン(2015年までは「中部トリムマラソン」。2018年は競技場改修工事に伴いハーフマラソンは中止され、サブグラウンドがスタート・ゴール地点となった)
- 第42回国民体育大会（陸上競技）（海邦国体、1987年）
- 第63回全国高等学校総合体育大会陸上競技大会（2010年）
- 第72回全国高等学校総合体育大会陸上競技大会（2019年）
- 第52回全日本中学校陸上競技選手権大会（2025年）
- 中体連、高体連、県陸上競技連盟等各種競技大会

### サッカー
- FC琉球のホームゲーム（詳細はFC琉球の年度別成績一覧#年度別入場者数を参照。）
- 沖縄SVのホームゲーム
- 2001年J2第37節・サガン鳥栖対ヴァンフォーレ甲府
  - 同試合は沖縄県内初のJリーグ公式戦だった。
- 九州サッカーリーグ公式戦
- 天皇杯県予選決勝

### 音楽イベント
- SMAP 「SMAP’95 Summer Minna Atsumare Party」

## 命名権
沖縄県が2018年（平成30年）4月26日から1ヶ月間にわたり、ネーミングライツ・パートナーを募集したところ、沖縄市に主たる事務所を置き、沖縄リハビリテーション病院などを経営する医療法人タピックが命名権を取得。2018年6月26日から1年9カ月間の契約で、「タピック県総ひやごんスタジアム」（タピックけんそうひやごんスタジアム、略称「タピスタ」）の呼称を使用した。「ひやごん」はスタジアムの住所（沖縄市比屋根）に由来する。契約額は年額3,888,000円。
タピックはその後も契約更新を行ったが、2025年3月31日の契約満了をもって命名権契約の更新を行わず、「沖縄県総合運動公園陸上競技場」の名称に戻した。

## ギャラリー

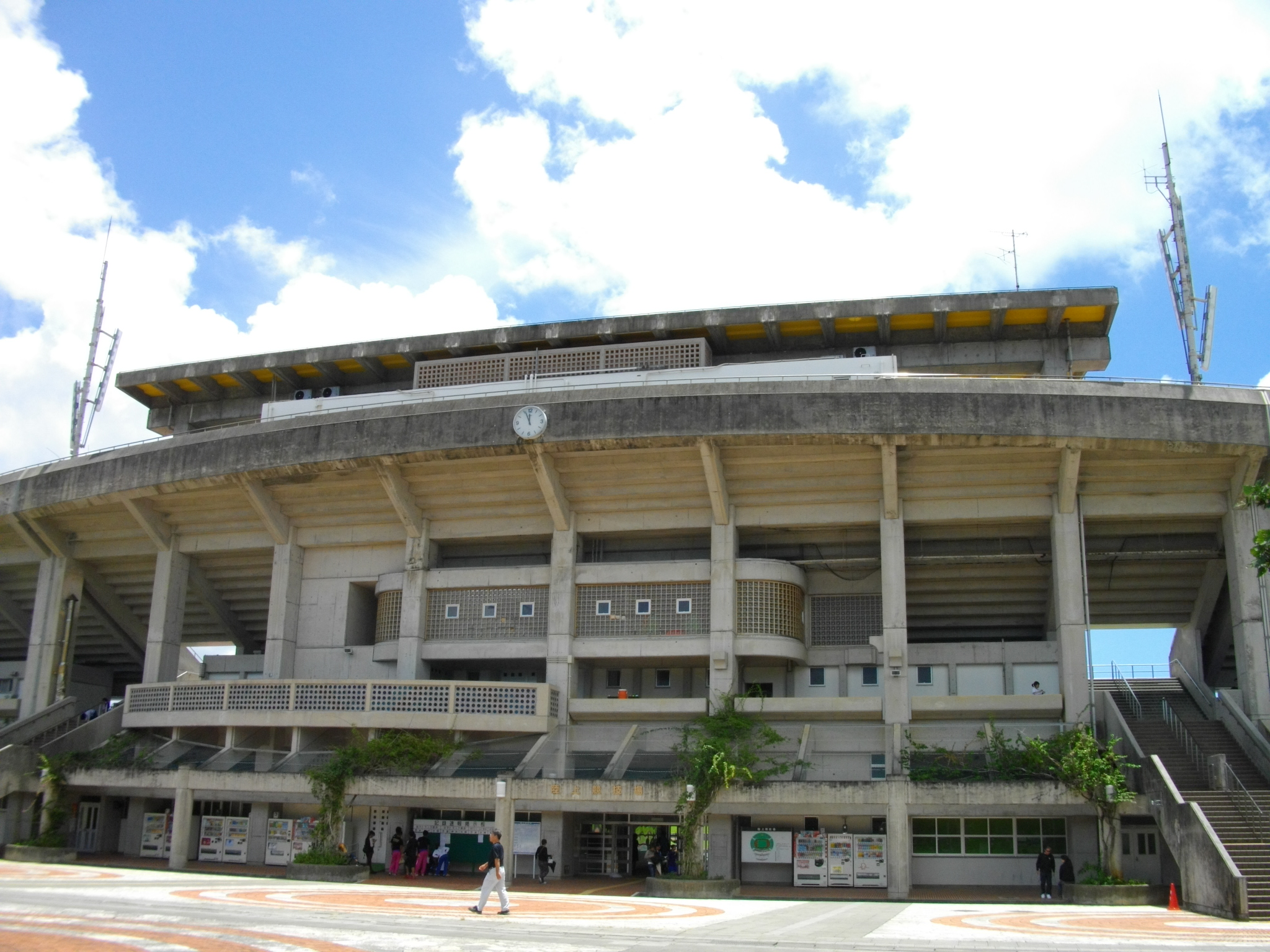
ネーミングライツパートナーの導入以前
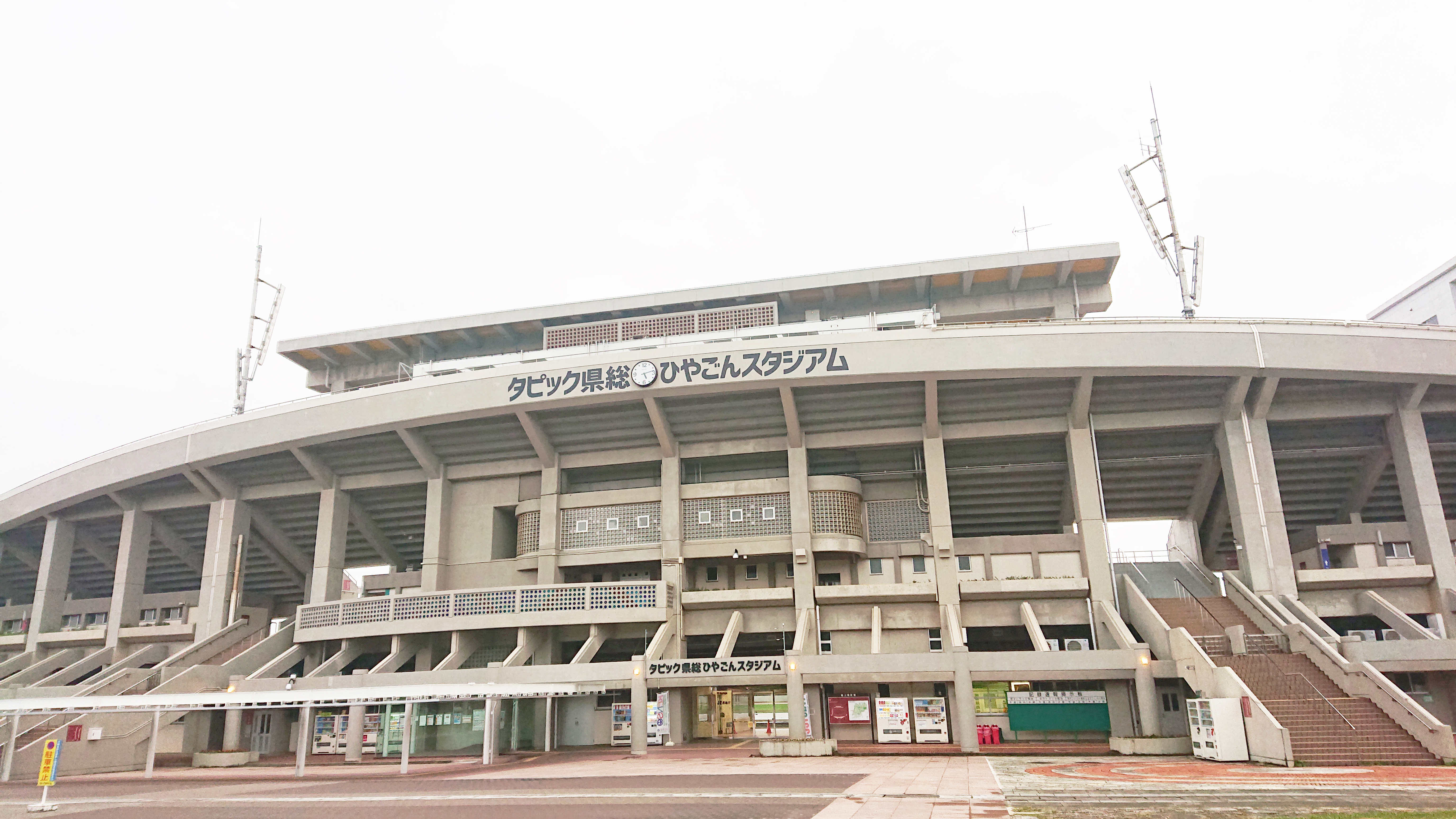
ネーミングライツパートナーの導入以降
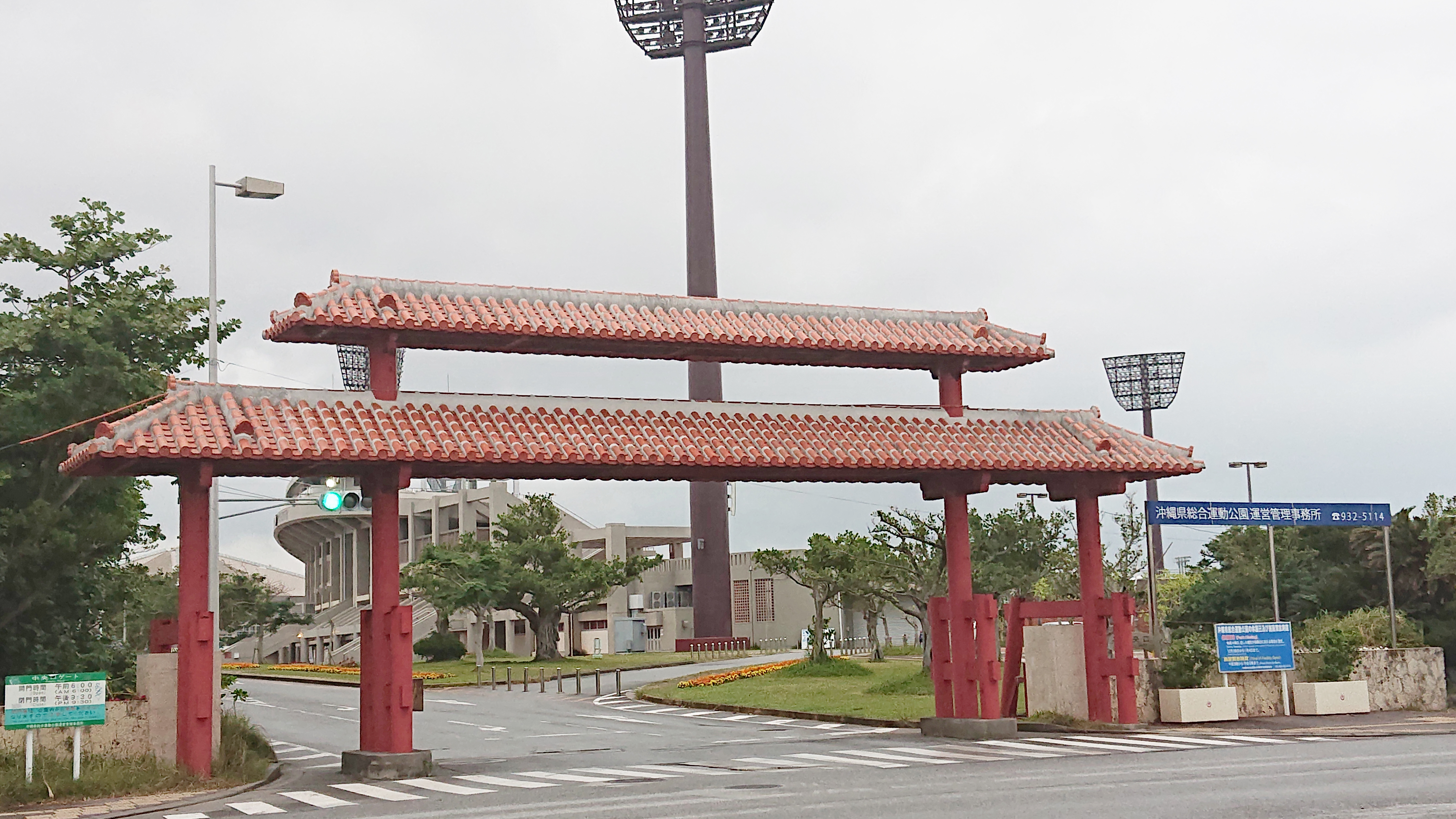
スタジアム中央口
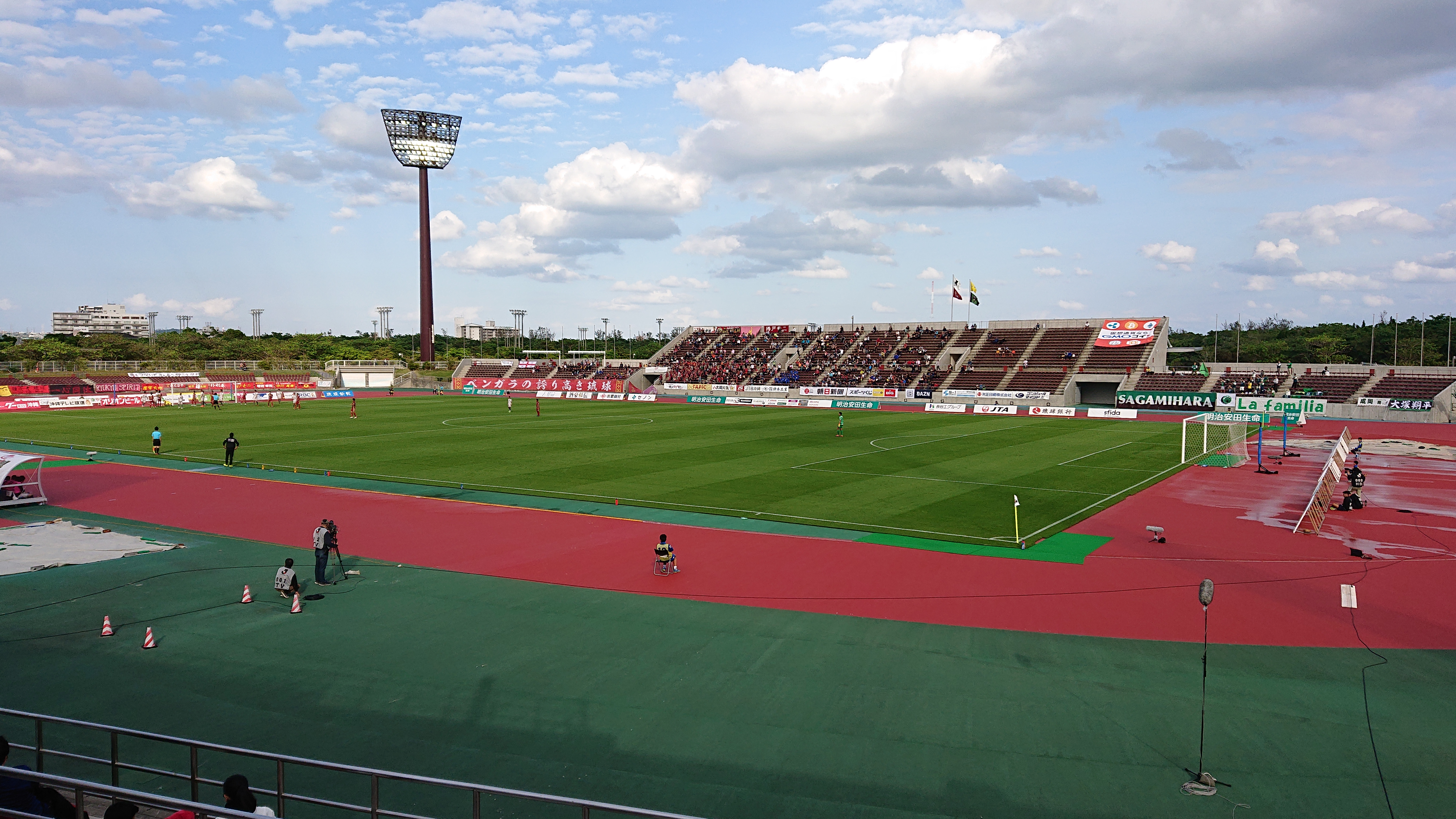
メインスタンドから
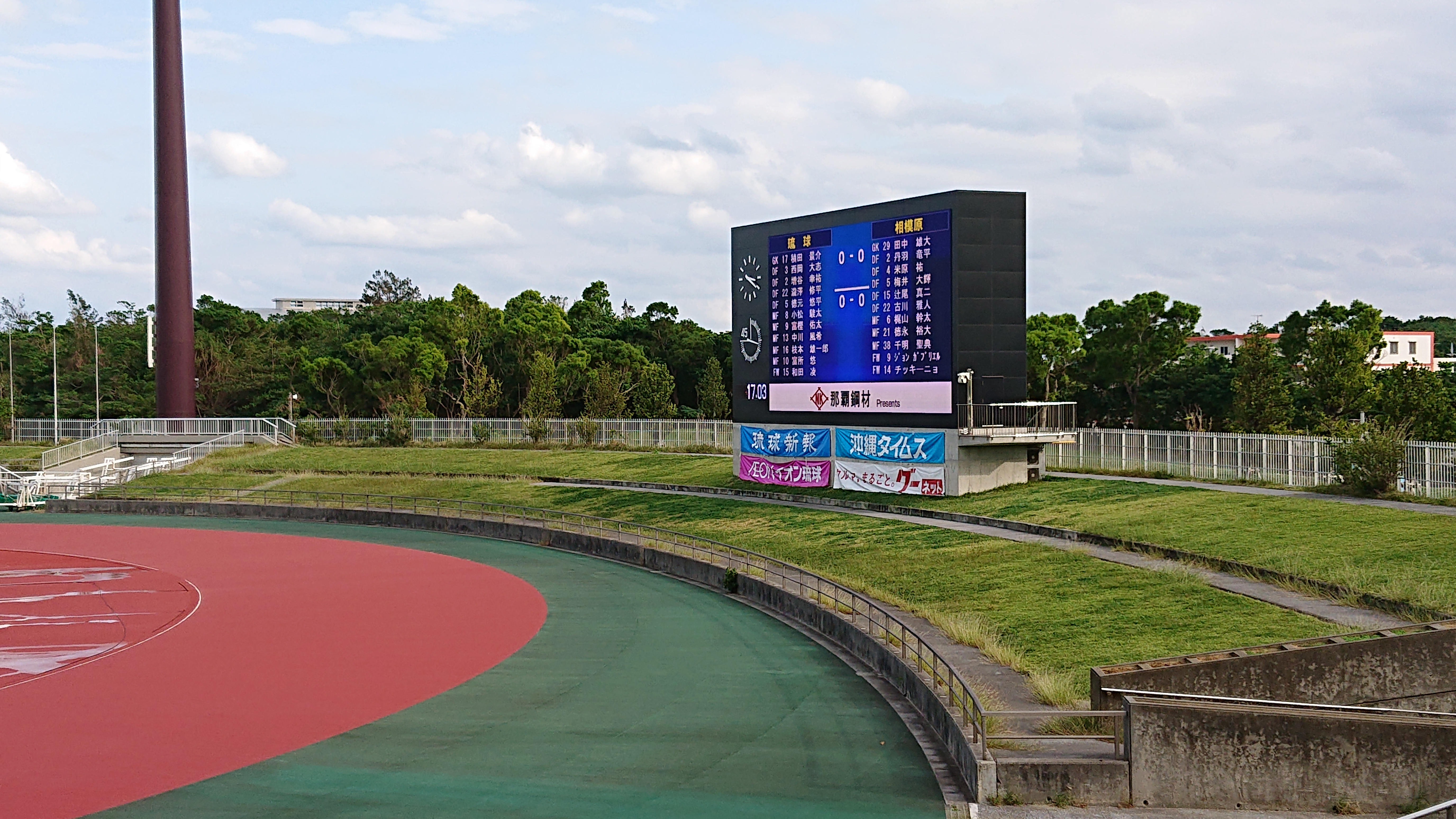
大型映像装置と南側スタンド
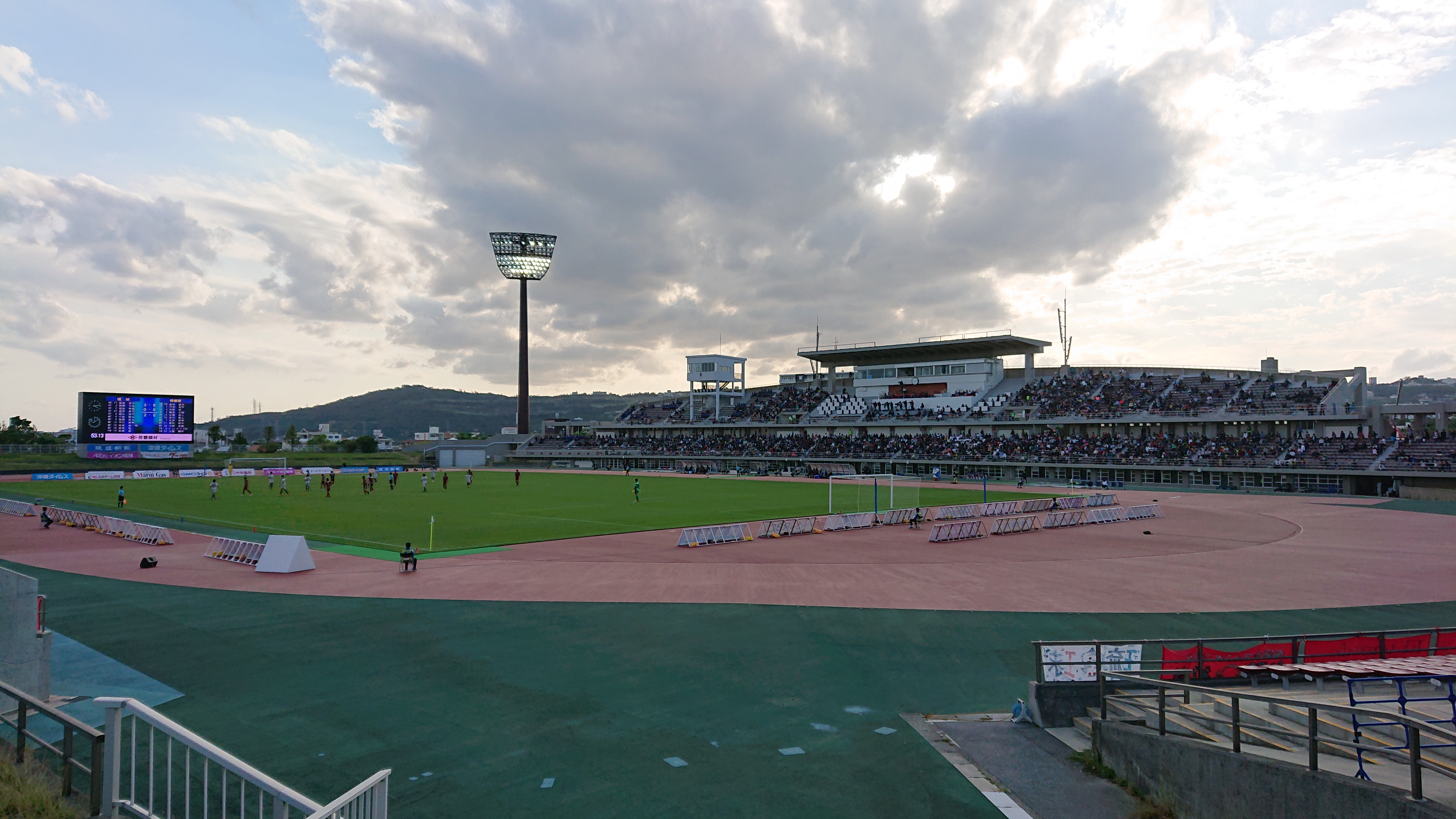
北側スタンド付近から
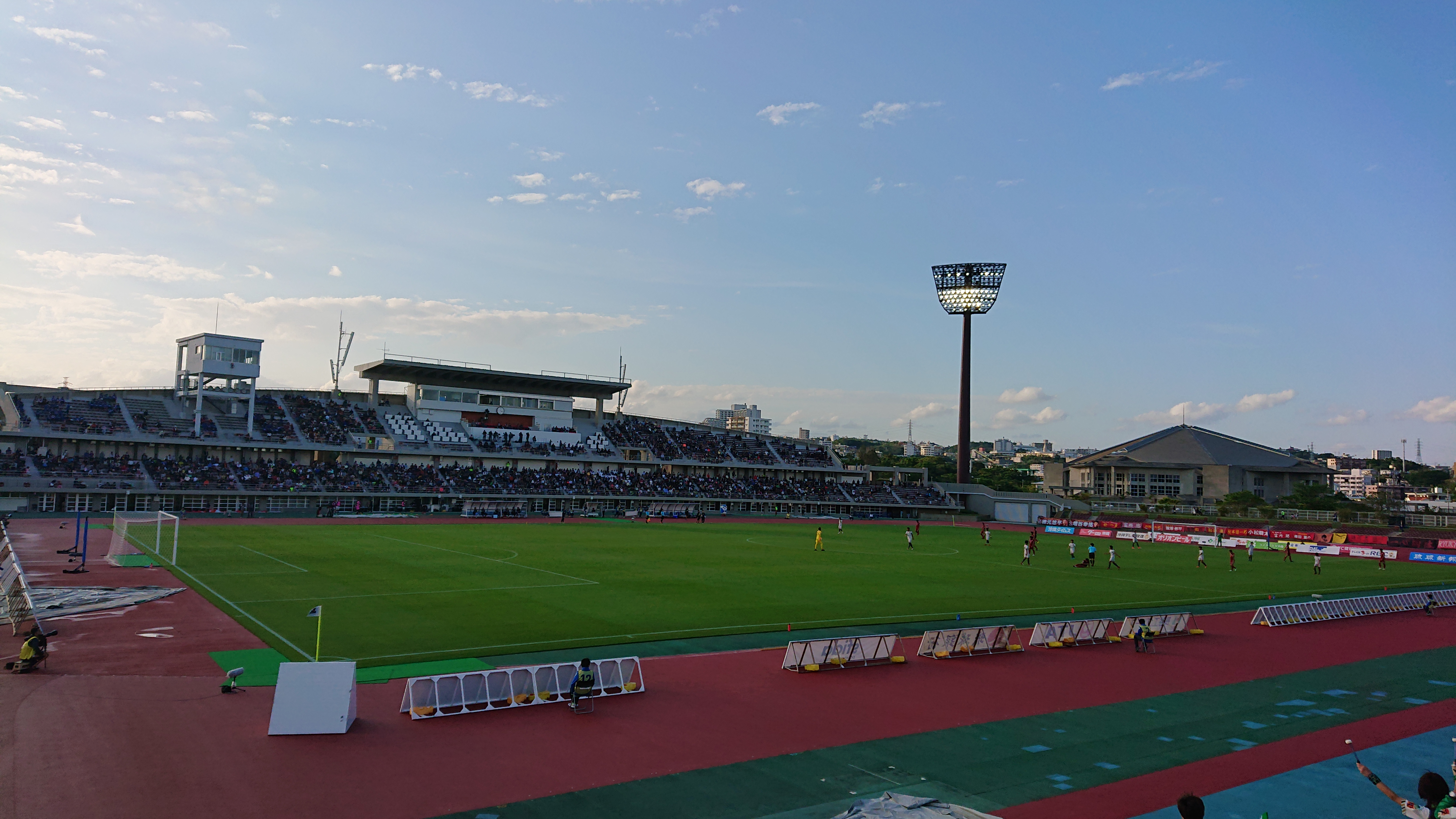
バックスタンドから
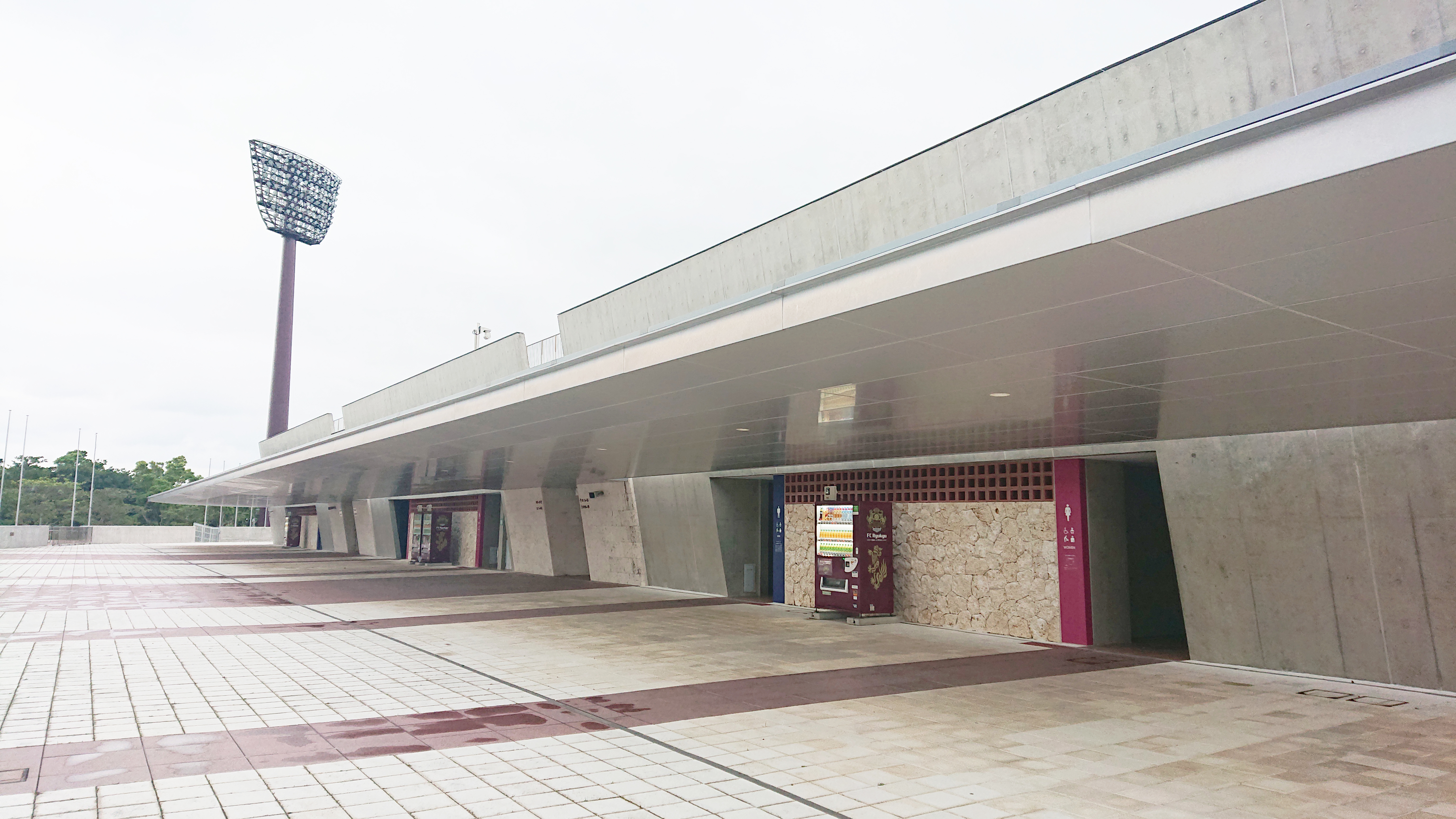
バックスタンド入口
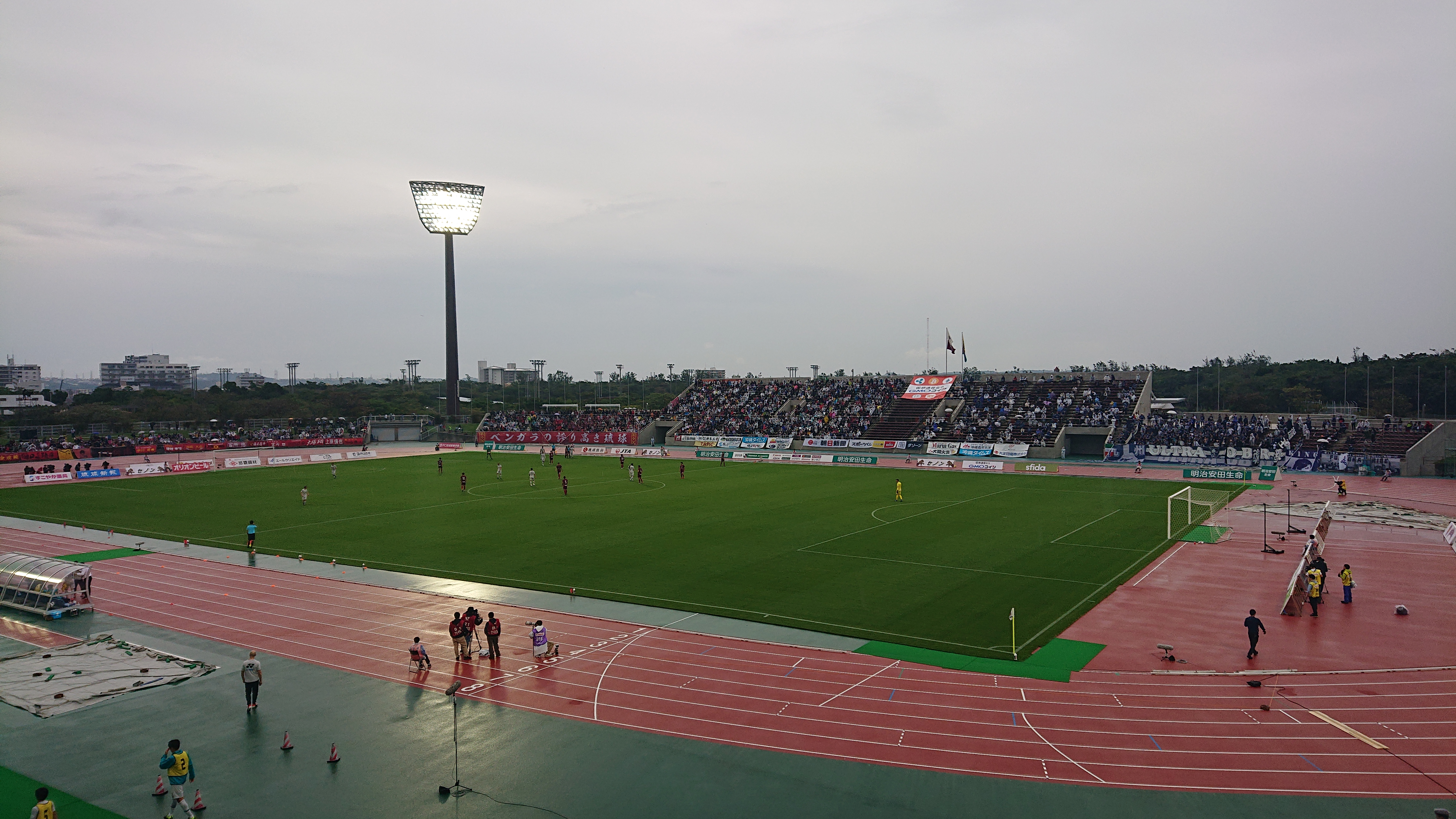
2019 明治安田生命J2リーグ 第1節 アビスパ福岡戦 ホームにて